# Stephanie Hodge (1956)
Stephanie Hodge (Wilmington, 24 dicembre 1956) è un'attrice, comica e cabarettista statunitense nota per i suoi ruoli nelle sitcom Corsie in allegria e E vissero infelici per sempre.

## Biografia
Hodge è nata a Wilmington, Ohio, figlia di un professore universitario e di una insegnante. Ha frequentato il Wilmington College e l'Università dell'Ohio ad Athens, OH. Negli anni ottanta ha iniziato a lavorare come cabarettista ed è apparsa in film come Big Top Pee-wee - La mia vita picchiatella (1988) e Sola... in quella casa (1989). Nel 1990 la Hodge ha fatto il suo debutto televisivo con un ruolo da co-protagonista nella sitcom della CBS Sugar and Spice. Successivamente, ha recitato al fianco di Cynthia Stevenson nella commedia My Talk Show. Nel 1991 ha registrato il suo speciale di cabaret, Stephanie Hodge: Straight Up .
Nel 1991 la Hodge ha recitato nella sitcom della NBC Corsie in allegria, lo spin-off di Cuori senza età. Lo spettacolo è stato creato da Susan Harris come veicolo principale per Hodge, ma in seguito è stato riunito un cast più corale. Ha lasciato la serie nel 1993, dopo due stagioni. L'anno successivo ha recitato nella sitcom della CBS Muddling Through interpretando il ruolo di una ex detenuta che cerca di cambiare la sua vita. La serie ha ricevuto recensioni negative ed è stata cancellata dopo una sola stagione. Nel 1995, ha iniziato a recitare al fianco di Geoff Pierson nella sitcom della WB E vissero infelici per sempre. La serie inizialmente doveva vedere la Hodge come protagonista, ma il concetto della serie è stato successivamente rielaborato. Nella terza stagione dello show, Nikki Cox è diventato un personaggio emergente. I produttori hanno cercato di uccidere il personaggio di Jennie e di farlo tornare come un fantasma; la reazione negativa del pubblico li ha indotti a invertire rapidamente questa azione.
Dopo aver abbandonato E vissero infelici per sempre la Hodge è apparsa nel film di fantascienza del 2001 Evolution. Negli anni successivi ha recitato in numerose sitcom, tra cui Reba, Zack e Cody al Grand Hotel, The War at Home, Dog with a Blog e in diversi episodi di Funny or Die. I suoi ruoli drammatici includono NCIS - Unità anticrimine, Bones, Scandal e The Rookie.

## Vita privata
È sposata con Lance Lyon dal 1992; i due hanno una figlia di nome Harper. In precedenza era stata sposata con Scott Novotny.

## Filmografia parziale

### Cinema
- Big Top Pee-wee - La mia vita picchiatella (Big Top Pee Wee), regia di Randal Kleiser (1988)
- Sola... in quella casa (I, Madmam), regia di Tibor Takács (1989)
- Evolution, regia di Ivan Reitman (2001)

### Televisione
- Corsie in allegria (Nurses) (1991-1993)
- E vissero infelici per sempre (Unhappily Ever After) (1995-1998)
- Reba - 1 episodio (2003)
- NCIS - Unità anticrimine (NCIS) - 2 episodi (2004-2023)
- Zack e Cody al Grand Hotel (The Suite Life of Zack and Cody) - 1 episodio (2005)
- The War at Home - 1 episodio (2006)
- Dog with a Blog - 2 episodi (2013-2014)
- Bones - 1 episodio (2016)
- Scandal - 1 episodio (2018)
- The Rookie - 1 episodio (2018)

## Doppiatrici italiane
Nelle versioni in italiano delle opere in cui ha recitato, Stephanie Hodge è stata doppiata da:
- Alessandra Cassioli in NCIS - Unità anticrimine (ep. 20x10)
- Daniela Abbruzzese in Young Sheldon